# Liste der Monuments historiques in Thaon-les-Vosges
Die Liste der Monuments historiques in Thaon-les-Vosges führt die Monuments historiques in der französischen Gemeinde Thaon-les-Vosges auf.

## Liste der Immobilien
| Bezeichnung                   | Beschreibung                                                                                 | Standort                                            | Kennzeichnung | Schutzstatus | Datum | Bild           |
| ----------------------------- | -------------------------------------------------------------------------------------------- | --------------------------------------------------- | ------------- | ------------ | ----- | -------------- |
| Kirche Nativité-de-Notre-Dame | aus dem 16. Jahrhundert                                                                      | Girmont, rue de Lorraine (Lage)                     | PA00107177    | Inscrit      | 1925  | weitere Bilder |
| La Rotonde                    | Theater und Kulturhaus, ab 1910 erbaut, 1920 erweitert; Dekor des Theatersaals von Loÿs Prat | Thaon-les-Vosges, avenue Pierre de Coubertin (Lage) | PA00107303    | Inscrit      | 1986  | weitere Bilder |

## Liste der Objekte
| Bezeichnung                                              | Beschreibung                                                        | Standort                                             | Kennzeichnung | Schutzstatus | Datum | Bild |
| -------------------------------------------------------- | ------------------------------------------------------------------- | ---------------------------------------------------- | ------------- | ------------ | ----- | ---- |
| Skulptur Heiliger Nikolaus (1)                           | Holz, farbig gefasst, Metall, 18. Jahrhundert                       | Girmont, in der Kirche Nativité-de-Notre-Dame (Lage) | PM88001469    | Inscrit      | 1981  |      |
| Tür des Wandtabernakels                                  | Schmiedeeisen, Ende des 15. Jahrhunderts                            | Girmont, in der Kirche Nativité-de-Notre-Dame (Lage) | PM88000401    | Classé       | 1964  |      |
| Skulptur Heiliger Nikolaus (2)                           | Holz, farbig gefasst, 18. Jahrhundert                               | Girmont, in der Kirche Nativité-de-Notre-Dame (Lage) | PM88001470    | Inscrit      | 1981  |      |
| Retabel Kreuztragender Christus und die heilige Veronika | Holz, farbig gefasst und vergoldet, 16. Jahrhundert                 | Girmont, in der Kirche Nativité-de-Notre-Dame (Lage) | PM88000403    | Classé       | 1982  |      |
| Skulptur Heiliger Sebastian                              | Holz, farbig gefasst, 18. Jahrhundert                               | Girmont, in der Kirche Nativité-de-Notre-Dame (Lage) | PM88001472    | Inscrit      | 1982  |      |
| Kruzifix                                                 | Holz, farbig gefasst, Metall, versilbert, Ende des 19. Jahrhunderts | Girmont, in der Kirche Nativité-de-Notre-Dame (Lage) | PM88001468    | Inscrit      | 1981  |      |
| Skulptur Madonna mit Kind und Weintraube                 | Holz, 18. Jahrhundert                                               | Girmont, in der Kirche Nativité-de-Notre-Dame (Lage) | PM88001471    | Inscrit      | 1982  |      |
| Kelch und Patene (1)                                     | Silber, vergoldet, erste Hälfte des 18. Jahrhunderts                | Girmont, in der Kirche Nativité-de-Notre-Dame (Lage) | PM88001465    | Inscrit      | 1981  |      |
| Kelch und Patene (2)                                     | Silber, vergoldet, zweite Hälfte des 18. Jahrhunderts               | Girmont, in der Kirche Nativité-de-Notre-Dame (Lage) | PM88001466    | Inscrit      | 1981  |      |
| Reliquiar                                                | Bronze, 19. Jahrhundert                                             | Girmont, in der Kirche Nativité-de-Notre-Dame (Lage) | PM88001467    | Inscrit      | 1981  |      |
| Skulptur Christus                                        | Lindenholz, farbig gefasst, 18. Jahrhundert                         | Girmont, in der Kirche Nativité-de-Notre-Dame (Lage) | PM88000402    | Classé       | 1982  |      |
| Skulptur Madonna mit Kind und Vogel                      | Stein, 15. Jahrhundert                                              | Oncourt, in der Kirche St-Élophe (Lage)              | PM88001661    | Inscrit      | 2006  |      |